# 靜實芽
靜實芽（日语：／ Shizuka Mime，1994年9月23日—），日本寫真偶像。於靜岡縣牧之原市出身。所屬事務所為Alpha Japan Promotion。

## 生平
1994年9月23日，靜實芽於靜岡縣牧之原市出生。
靜在朋友的推薦之下決定成為寫真偶像。2009年7月17日，靜憑着《美少女是JC 純真可愛》（美少女はＪＣ 純真可憐）一作出道。她表示雖然在拍攝前有事先進行準備，但在要擺出特定姿勢時仍感到困難。10月23日，靜的第三部寫真DVD《究極少女》（究極乙女）公開，當中拍攝了她身穿黃色泳衣和丁字褲的樣子。她亦在第三部寫真DVD公開後表示，自己已經習慣了有關拍攝工作。
2010年3月26日，靜以身穿帶背带的裤子、泳衣的姿態進行拍攝的《究極少女 純愛》（究極乙女 純愛）開售。10月29日，靜新一部的寫真DVD《究極少女  Love Me Again!》（究極乙女 LOVE ME AGAIN!）開售。
2011年1月28日，靜推出了一部寫真DVD《究極少女 One day with Mime》（究極乙女 One day with Mime），當中她以身穿各種泳衣的姿態去進行拍攝。她表示這部作品是按着跟男友一起过一天的想像而去製作的。

## 人物
靜實芽喜歡角色扮演和中華服。她的目標是成為像中井由佳里般的偶像。她曾表示初中最難忘的事就是修學旅行。她在升上高中後成為了代表委員，並表示跟朋友相處得很好。

## 外部連結
- 官方檔案（2013年4月6日的存檔）
- 靜實芽的部落格 （页面存档备份，存于）
- 靜實芽的ameblo部落格（2013年8月24日的存檔）